# Livsmedelskemi
Livsmedelskemi är studier av reaktioner vid hantering, lagring, processning och kemisk analys av livsmedel, såsom kolhydrater, fetter, proteiner, vitaminer, mineralämnen och vatten.

## Kolhydrater
Kolhydraterna, som är den viktigaste energikällan, byggs upp genom växternas fotosyntes där också syre avges. Kolhydraterna bildar cellväggarna i växterna. Till kolhydraterna räknas socker, stärkelse och cellulosa. Människor kan tillgodogöra sig de två första medan cellulosa inte kan användas i människans matspjälkning. Idisslande djurarter har de speciella enzymer som kan bryta ned cellulosa till enklare sockerarter och kan därför använda cellulosans energi-innehåll.

## Socker

### Enkla sockerarter  (Monosackarider)
Till de enkla sockerarterna hör glukos (druvsocker), fruktos (fruktsocker) och galaktos. De har alla formeln C6H12O6.
Vid förtäring tas druvsocker upp i blodet utan att det först behöver omvandlas i kroppen. Detta gör att den energi som finns kan användas i högre grad än om energi först behöver förbrukas för omvandling. Av namnet förstår man att druvsocker finns i druvor, men finns även i andra söta bär och frukter, som behövs för att vi ska kunna gå.
Fruktsocker (fruktos) är ett annat slags socker som finns i söta bär och frukter. Det används som sötningsmedel och har en något sötare smak än druvsocker.
Galaktos finns i mjölksocker.
Trommers prov används för att påvisa enkla sockerarter.

## Sammansatta sockerarter (Disackarider)
Rörsocker, maltsocker och mjölksocker tillhör de sammansatta sockerarterna. Exempelformel: C12H22O11.
Rörsocker (sackaros) är den vanligaste och viktigaste sockerarten och har fått sitt namn från sockerröret. Saften i sockerrör innehåller sockret. Sockerbetan innehåller också rörsocker. Genom växtförädling uppnår man ungefär samma sockerhalt i sockerbetan som i sockerröret.
Maltsocker används vid tillverkning av öl och andra alkoholhaltiga drycker. Sädeskorn består till stor del av stärkelse. När säden gror omvandlas stärkelsen till maltsocker.
Mjölksocker(laktos) finns i mjölk.

## Stärkelse och cellulosa  (Polysackarider)
Stärkelse är den vanligaste kolhydraten i vår mat och den består av långa kedjor av glukos som kan vara raka eller grenade.
Stärkelse bildas och lagras i växterna genom fotosyntesen. Mycket stärkelse finns i sädeskorn, ris och potatis. Pasta är också rikt på stärkelse då pasta är tillverkat av durumvete. 
Potatismjöl är i stort sett ren stärkelse. I ren form är stärkelse ett vitt finkornigt pulver som löser sig lätt i varmt vatten. Däremot inte i kallt.
Upplöst stärkelse sväller och kallas stärkelseklister. Stärkelse kan därför användas för att ge såser och krämer en trögflytande konsistens.
Människokroppen kan inte utan vidare tillgodogöra sig stärkelse. I matsmältningsapparaten finns enzymer, som omvandlar stärkelsen till druvsocker. Sockret löser sig i tarmvätskan så att det kan sugas upp av tarmväggen och nå ut till kroppens vävnader.
Cellulosa som liksom stärkelse är uppbyggd av långa glukoskedjor är den beståndsdel som det finns mest av i växterna. Det är den annorlunda bindningen mellan glukosmolekylerna som gör att människans enzymer inte kan bryta ned cellulosan. Däremot är fibrer i kosten viktiga för att matsmältningen ska bli bra.
För växtätande djur är cellulosa ett viktigt födoämne. I tarmkanalen hos dessa djur finns enzymer som bryter ner cellulosa till druvsocker. 
Den kemiska formeln för stärkelse och cellulosa skrivs (C6H10O5)n. Bokstaven n är antalet sockerenheter. Cellulosamolekylen är i vanligtvis uppbyggd av 2000-3000 sockerenheter.

## Fetter
Fett är vårt mest energirika näringsämne. Det fett som kroppen inte omedelbart kan tillgodogöra sig, lagras som fettvävnad och används som reservnäring.
Fett är ett viktigt näringsämne som vi får i oss med maten. Fettet är en smakbärare, som gör att smaker kommer fram bättre i maten.
Kroppen behöver fett för att bilda hormoner, ta upp vitaminer, och bygga upp och reparera kroppens celler. 
Vi behöver också en del fett lagrat i kroppen, för att skydda mot kyla, för att skydda kroppens inre organ. Vi ska alltså inte vara helt utan fett, vare sig i maten eller på kroppen! Mängden fett vi äter är viktig, men även vilken sorts fett är minst lika viktig för vår hälsa.
Allt fett är uppbyggt på samma sätt, en fettmolekyl bestående av en del glycerol och tre stycken fettsyror (det kallas för en triglycerid). Fettsyrorna kan sedan vara mättade, enkelomättade eller fleromättade och förekommer i olika mängd i olika sorters fetter. Fördelningen av fettsyror påverkar fettets kvalitet.
De omättade fettsyrorna anses vara bättre för människor då de sänker blodets kolesterol medan de mättade fettsyrorna höjer det skadliga kolesterolet.
Växtfett består vanligen av mest omättade fettsyror. Därför anses vegetabiliskt fett i allmänhet nyttigare än de animaliska fetterna. Fisk innehåller mycket omättat fett.

### Växtfetter-vegetabiliska fetter
Sojaolja är världens viktigaste växtfett. Oljan utvinns ur sojabönan. Oljehalten är 20%.
Solrosen är jordens näst viktigaste oljeväxt. Oljehalt 40%.
Kokosolja utvinns ur kokosnöten. Vid vanlig rumstemperatur stelnar oljan till fast kokosfett.
Raps är Kinas viktigaste oljeväxt. Raps har en oljehalt på 40%.
Mycket växtfett går åt för tillverkning av margarin.
Olivolja, solrosolja och majsolja är andra viktiga växtfetter.
Vegetabiliska fetter innehåller till största delen omättade och fleromättade fettsyror som linolsyra och linolensyra. De flesta vegetabiliska fetter är flytande. De kan behandlas så att de övergår till fast form, vilket bland annat sker vid margarintillverkning. Man "härdar" fettet, vilket innebär att andelen mättade fettsyror ökas. Vid härdningen kan även transfetter (en form av omättade fettsyror) bildas. Dessa har diskuterats ur näringssynpunkt under den senaste tiden då de utpekats som en viktig anledning till hjärt- kärl sjukdomar.  Några länder har förbjudit transfetter i livsmedel, dock ej Sverige.

### Djurfetter - animaliska fetter
Animaliskt fett innehåller till största delen mättade fettsyror. De mättade fettsyrorna gör att animaliskt fett oftast har fast form. Undantag är fetter som kommer från fisk.
Kolesterol är ett fettliknande ämne som bildas i kroppen. Om blodet får för hög kolesterolhalt, ökar risken för hjärt- och kärlsjukdomar. Det har visat sig, att fett som är rikt på mättade fettsyror höjer kolesterolhalten. De fleromättade fettsyrorna sänker däremot halten av skadlig kolesterol i blodet. Därför bör fettet i vår kost till stor del innehålla fleromättade fettsyror.
Djurfetter finns i djurens vävnader. 
Exempel på djurfetter är talg (som fås från nötkreatur) och ister (som fås från gris). Ur fisk, framför allt ur sill, utvinner man animaliska fetter. Många forskare anser att fettet man får från fisk, och då särskilt fet fisk, har en nyttigare sammansättning än andra fetter med annat fleromättat fett.
Omega-3-fettsyra är en fleromättad fettsyra som finns lagrat i den feta fisken.

## Oljor
Namnet olja används både för olja som utvinnes ur petroleum och den olja som består av fett. De båda oljorna har ofta samma utseende, men det är stor skillnad på deras egenskaper. Oljor som består av fett ingår i många livsmedel och används ofta till matlagning. Oljor som utvinnes ur petroleum är däremot giftiga och mycket farliga att förtära.
Oljor som består av fett innehåller ungefär lika mycket energi som petroleumolja. Eftersom de också är brännbara, kan de användas som motorbränsle. På många håll använder man bland annat rapsolja i dieselmotorer. Rapsoljan kan antingen användas direkt eller blandas i dieseloljan, då oftast i form av rapsmetylester. Ur miljösynpunkt har rapsoljan en stor fördel. Den koldioxid som bildas vid förbränning av rapsolja, höjer inte halten av koldioxid i atmosfären då upptaget av grödan är lika stort.

## Proteiner
Proteiner (förr kallade äggviteämnen) är en mycket viktig beståndsdel i vår mat. 
Proteinerna är byggstenar för kroppens celler.
Alla proteiner innehåller kol, väte, syre och kväve. Många proteiner innehåller dessutom fosfor och svavel. 
Proteinerna byggs upp av stora molekyler som bildar långa, ofta spiralformade kedjor.
Vid matsmältningen sönderdelas proteinerna så att det bildas aminosyror. Dessa transporteras sedan till olika ställen i kroppen där de bygger upp nya proteiner. Som restprodukt vid sönderdelningen bildas urinämne som skiljs av i njurarna och blir urin.
Proteiner stelnar, koagulerar,  om de upphettas eller påverkas av vissa enzymer.
Vanlig hönsäggvita (albumin) koagulerar vid 70°C.
När mjölk surnar bildas mjölksyra som gör att mjölkproteinet (kaseinet) fälls ut. Det är detta mjölkprotein som ger filmjölken en trögflytande konsistens.
För att mjölkproteinet ska stelna vid ostframställning tillsätter man ett enzym som kallas löpe.
En köttbit består huvudsakligen av muskelvävnad. Denna består i sin tur mest av proteiner. 
Vid kokning och stekning upphettas köttet så att proteinerna koagulerar, varvid köttets röda färg övergår till grått eller gråvitt.

### Viktiga proteiner i kroppen
Enzymer är den kemiska benämningen på en grupp proteiner som har förmåga att få vissa kemiska reaktioner att ske snabbare. Enzymerna fungerar som katalysatorer. Enzymerna spelar en mycket viktig roll vid nedbrytning av olika födoämnen under matsmältningen. Enzymer används också i många tvättmedel. Vissa enzymer bryter nämligen ner proteinhaltig smuts, som blodfläckar och urinfläckar, så att de kan lösas i vatten.

### Hemoglobin
De röda blodkropparna i blodet får sin färg från ett protein som heter hemoglobin. Detta ämne tar upp syre från inandningsluften i lungorna och avger sedan syret till kroppens vävnader. Om man råkar andas in koloxid bildas en kemisk förening mellan hemoglobin och koloxid. Därigenom minskar blodets förmåga att ta upp syre, vilket kan leda till döden genom kvävning.

## Livsmedelstillsatser
Förr i tiden använde man bara naturliga ämnen som socker, salt, potatismjöl och ättika, som tillsats vid matlagning och konservering. I dag används även många andra livsmedelstillsatser som är framställda helt på kemisk väg.
Alla tillsatser ska idag deklareras  på produkterna enligt EU direktiv och dessa finns samlade i en lista som kallas E-nummer. 
Livsmedelsverket publicerar en lista över E-nummer på de livsmedelstillsatser som är tillåtna i Sverige.
Det finns två typer av livsmedelstillsatser – 
Berikningsmedel som är ämnen som används för att förbättra livsmedels näringsvärde och syftet är att undvika vissa bristsjukdomar och teknologiska tillsatser.

### Berikningsmedel
Berikningsmedel är ämnen som används för att förbättra livsmedels näringsvärde och syftet är att undvika vissa bristsjukdomar. Exempel på sådana tillsatser är 
- järn till mjöl,
- vitaminer till mjöl, margarin, lättmjölksprodukter och barnvälling
- jod till hushållssalt.

### Teknologiska tillsatser
Teknologiska tillsatser är ämnen som tillsätts livsmedel för att 
- öka hållbarheten (konserveringsmedel, antioxidationsmedel)
- påverka konsistens (emulgeringsmedel, stabiliseringsmedel, förtjockningsmedel, klumpförebyggande medel)
- färg eller smak (smakförstärkare, sötningsmedel, aromämnen).

### Hemlagat
Även i mat som lagas i hemmet används olika tillsatser för att påverka matens 
- smak (socker, salt, kryddor)
- färg (karamellfärg, saffran, gurkmeja)
- konsistens (mjöl, gelatin, potatismjöl)
- hållbarhet (konserveringsmedel).

Inom livsmedelsindustrin används även dessa senare tillsatser men man använder fler och andra tillsatser för att den producerade maten alltid ska smaka lika från parti till parti och för att göra produkten billigare.

### Andra tillsatser
För att framhäva de naturliga smakämnena tillsätter man konstgjorda smakämnen och luktämnen (aromämnen). Till sådana hör socker, salt och glutamat. Det är en aminosyra som ingår i vissa proteiner. 
Som luktämnen i godis och läskedrycker används olika slags fruktestrar.
För att ge produkten ett mer tilltalande utseende används olika färgämnen. Konditorivaror, läskedrycker och godis är produkter där man ofta tillsätter färgämnen. Färgämnen får inte användas för att ersätta en råvara eller för att dölja en sämre kvalitet.
Konserveringsmedel har till uppgift att förbättra livsmedlens hållbarhet. De motverkar jäsning, mögelbildning och förruttnelse. Konserveringsmedlen bidrar också till att bevara livsmedlens näringsämnen och smak. 
Organiska syror som mjölksyra och ättiksyra, tillhör de vanligaste konserveringsmedlen.
Emulgeringsmedel används för att de olika beståndsdelarna inte ska skära sig under tillverkning och lagring. I exempelvis majonnäs har man emulgeringsmedel för att fett och vatten ska hållas blandade.
Förtjockningsmedel och stabiliseringsmedel används för att ge livsmedlet en tjockare eller fastare konsistens. Vid matlagning i hemmet används bland annat potatismjöl, gelatin och pektin för detta ändamål.
Antioxidanter förhindrar att vissa matvaror oxiderar och härsknar. För kroppen är antioxidanterna oerhört viktiga. Genom vår föda, speciellt frukt och grönsaker, tillför vi antioxidanter som selen, A-vitamin, C-vitamin
och E-vitamin. Antioxidanter i alla former, tillsatta eller naturliga, viktiga för kroppen och dessa motverkar med all sannolikhet många allvarliga sjukdomar.
Många tillsatser finns redovisade som e-nummer.